# 潍坊中学
潍坊中学，简称潍中，前身潍坊市第二中学。2006年7月经过潍坊市教育资源优化后，潍坊市第二中学划分成了潍坊广文中学作为初中，另将原先潍坊二中的高中部设为潍坊中学，作为独立学校运行。首任校长张炳起。
学校坚持“教育即服务”的思想，由于办学成绩突出，学校先后被授予“山东省教育先进集体”、“山东省中小学德育工作先进单位”、“全国中小学体育工作先进单位”、“市级文明单位”等荣誉称号，同时被命名为 “省级规范化学校”、“潍坊市高中示范学校”、“山东省艺术教育示范学校”、“国家级体育传统项目学校”、“国家级绿色学校”等。2021年6月，更入选山东省中小学校“一校一品”党建品牌示范校拟命名单位名单。

## 学校简介
潍坊中学是一所百年名校，其前身为山东省潍坊第二中学（简称潍坊二中）。学校历史悠久，源远流长，其开创可追溯到1883年，当时美国基督教牧师狄乐播传教至潍，在虞河西岸（今潍坊市奎文区广文街北侧）购地筑室，建乐道院，内设教堂、学校和医院。百余年来岁月沧桑，校名几易，先后为文华馆、文华书院、文美书院、文美女中、广文大学、潍县私立广文中学、潍坊二中。
2006年7月12日，为整合潍坊市区教育资源，优化市区中学布局结构，根据潍坊市委、市政府的决定，对潍坊市城区基础教育学校进行了调整，潍坊二中高中部整体搬迁至潍坊市奎文区中学街1号，更名为潍坊中学。2007年7月，在潍坊市政府统一规划下，原奎文实验中学整体并入潍坊中学。学校现
有教职工438名，其中高级教师131人，234人获国家、省、市级荣誉称号。近年来，学校积极贯彻上级精神，为党育人，为国育才，落实立德树人根本任务，深入推进现代治理改革，坚持“教师第一，学生中心”原则，确立了由人文教育到幸福潍中走向卓越学校的传承创新理念，致力于教育质量提升、名师名生培养、幸福课程构建、互促课堂创设、艺体品牌打造、家校社共育开发、提升师生幸福感等项目实施，着力建设家长支持、社会认可、市区居民赞誉向往的卓越学校。

## 学校历史

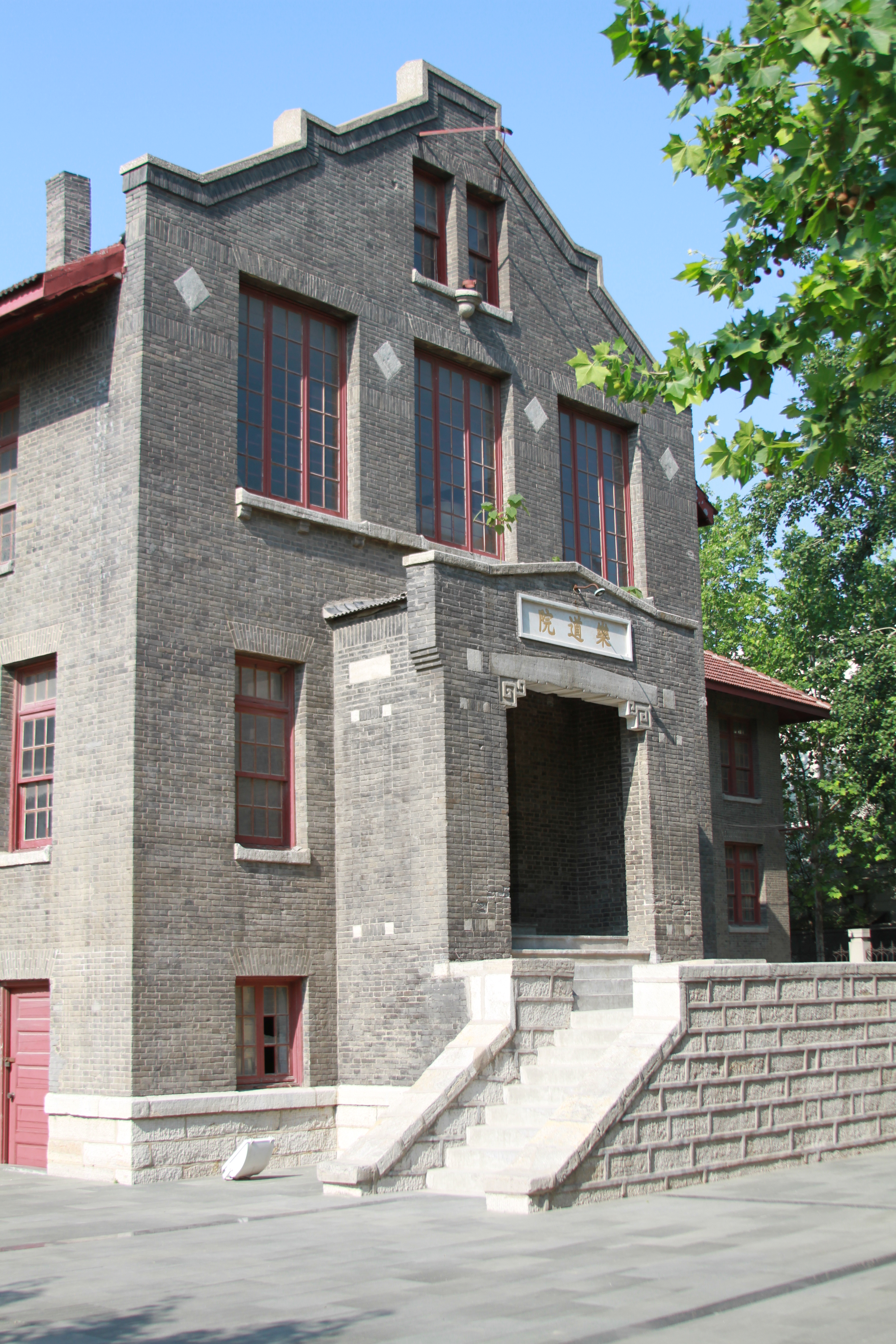
潍县乐道院。

### 乐道院的创立与发展
1883年，美国基督教牧师狄乐播传教至潍县，创设乐道院，它是北美长老会差会在中国建立的规模最大的一个传教基地，集教堂、医院、学校为一体，位于县城东南5里，现今这里是潍坊广文中学和潍坊市人民医院。乐道院设文华馆，狄乐播自任校长，于次年招收男生开学。在义和团运动中，乐道院被焚，文华停办。1902年从庚子赔款中获银十万两，重修乐道院。狄乐播继夫人狄珍珠创办文华馆，自任校长。
1904年,登州文会馆与青州广德学院合并到乐道院，成立广文学堂，也叫广文大学。又聘美国人卫礼士任校长，文华馆先后改名为文华书院、文华学校，民国四年（1915年）改名为文华中学。文华馆是春季始业，实行六年制，第一届学生到光绪十六年（1890年）学习期满毕业。文华馆更名为文华书院和文华学校后，学制改为3年，在校学生从高年级到低年级，依次编成甲、乙、丙三个班。民国四年（1915年）春，学校更名为文华中学，并根据民国政府教育部规定，由春季始业改为秋季始业，学制随之改为四年。民国14年（1925年），学校根据教育部新学制指令，由四年制改为三、三制，初、高中各3年。

### 文美女中的改名与发展
1913年（民国二年），李恩惠任校长，文美书院更名文美女子中学，又叫文美女子学校、文美女中。女校起初按照美国教育体制，只设初中，学制三年，后增设师范教育内容，学制改为四年，不分初中和高中。课程起初仿照男校设置，后与一般女中相同，外加《圣经》。1925年后，增设了缝纫、烹饪、刺绣等家事科目。毕业生有少数进入高等学校或去美留学，部分从事医务工作，多数从事小学教育。

### 广文中学的合并与发展
1931年1月，学校董事会奉省教育厅指令，将文华、文美和培基三校合一，“文华、文美以联合而文益广”，合校后取名为广文中学。
1932年10月17日，省教育厅正式批准学校立案，颁发了学校衿记：“山东省潍县私立广文中学”。
1917年，广文大学改名为齐鲁大学迁往济南时，将所有的教学仪器和设备都留给了文华中学，原校址也归入文华中学 。当时文华中学的教学仪器和设备数量之多，不但全国没有能与之相比的，就是全国大学中超过文华中学的也没有几家，可谓得天独厚。广文中学被批准立案后，学校健全领导机构，修订规章制度，开展军事训练，倡导义务劳动，增加并修订科目内容。1936年学校军训被列为全省第一，会考成绩也连年名列全省前茅。全国各地慕名赴潍投考的学生剧增，到1937年，在校学生已达960余人。广文中学进入辉煌发展时期。

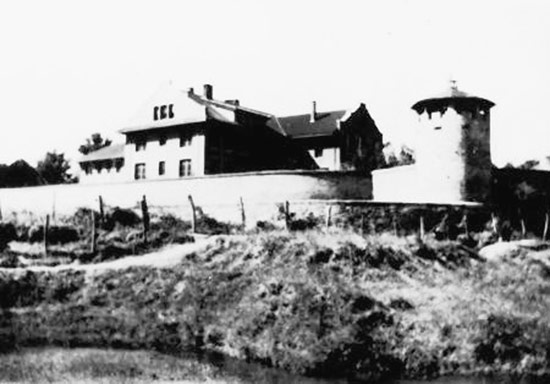
广文中学和乐道院被日军接管改为集中营。

### 二战期间
1937年卢沟桥事变后，日军占领潍县，学校迫于形势停办，许多平民涌入学校和乐道院避难。1938年秋，学校推举美国人梅戈登牧师为名义院长，以圣经学院名义招集部分剩余师生重新开课，学校在战乱中艰难生存。1941年，太平洋战争爆发，日美直接交战，广文中学和乐道院被日军接管改为集中营，学校所有教学设施被掳掠一空。日军把原住在华北各地外国侨民押解到广文中学，名曰“敌国人员生活所”围墙上设置电网，不准自由行动，时间长达三年之久。
民国三十四年（1945年）八月，日本帝国主义无条件投降。九月，牧师黄乐德以接收大员的身份，到乐道院找原长老会牧师德位思、教士梅克林和大夫高珍珠等人磋商后，成立“乐道院复兴委员会”任主任，并兼任私立广文中学校长。
民国三十五年（1946年）暑假结束，在黄乐德主持下，学生招生复课。 当时学校经费不足，学生班级人数不多，教员、学生面对正在进行的解放战争，忧虑重重，人心浮动学校动荡不安。民国三十七年（1948年）初，人民解放战争发展迅猛，解放军很快兵临潍县城下。为保护学校财产和师生安全，在打响解放潍县战役前夕，我军领导机关委派陈景白、程太坤夫妇进入学校，向师生讲明时局，动员离家近的同学暂且回家，由职员王培基、葛益斋等带领留校师生临时迁移到潍县东乡辛东村，四月，潍县全部解放师生重返校园，学校改名为潍坊特别市私立广文中学，很快开学复课。

### 新中国成立后的发展与磨难
1952年9月10日，中央人民政府教育部下达《关于接办私立中小学的指示》，9月21日，华东军政委员会教育部就贯彻中教部指示发出通知，“潍县私立广文中学改名为山东省潍坊第二中学”。11月26日，学校改为国办，定名为山东省潍坊二中，系初级中学，学制三年。1956年暑假后增设高中，学制三年。学校使用中央教育部统一规定的教材，通过整顿，学校逐步走向正规，开始按部就班抓教学。此时，学校基本搬照原苏联的教育模式。
1966年到1976年，十年浩劫，校舍被破坏，教师被批斗，高考停招，学生不能正常上课，学校一度疏散，教育成了文革的重灾区。
1977年到1987年，拨乱反正。一系列整顿使学校各项工作步入正轨。文体活动在全市名列前茅，历年高考，成绩名列榜首。
1988年到2006年，学校办学条件进一步改善，教师队伍素质明显优化，教育质量大幅度提高。每年高考，都有大批学生被全国名牌和重点大学录取；历年中考，各项指标遥遥领先。在各级各类比赛中，学校屡获殊荣。

## 校舍

### 教学楼

#### 文华楼
文华楼现为高67级的教学楼。

#### 文源楼
文源楼现为高66级的教学楼。

#### 文瀚楼
文瀚楼现为高65级的教学楼。

### 办公楼

#### 文汇楼
内有图书馆、心理咨询室等，还设有电梯（仅教师可以搭乘）。教师开会就在这栋楼上。

### 宿舍楼

#### 文耀楼
男生宿舍
文美楼
女生宿舍

## 优秀校友
| 职业                                                             | 姓名                                                 |
| ---------------------------------------------------------------- | ---------------------------------------------------- |
| 历史学家以及原齐鲁大学文学院院长兼历史系主任                     | 张维华 （页面存档备份，存于）                        |
| 考古学家                                                         | 吴金鼎                                               |
| 作家、文艺评论家、原山东师范学院副院长                           | 田仲济                                               |
| 眼科专家                                                         | 张士元 （页面存档备份，存于） （页面存档备份，存于） |
| 冶金机械专家、铸钢技术的主要开拓者之一                           | 徐宝升 （页面存档备份，存于）                        |
| 革命家                                                           | 陈少敏                                               |
| 著名作家、社会活动家、九三学社创始人之一                         | 张雪岩                                               |
| 流体力学专家、山东省原副省长、省政协副主席                       | 刘先志                                               |
| 烟草专家、植物病理学家、农业教育家、原山东农学院院长             | 陈瑞泰                                               |
| 当代国画大师                                                     | 于希宁                                               |
| 历史学家                                                         | 丁伟志                                               |
| 原兰州军区空军副司令员                                           | 魏光修 （页面存档备份，存于）                        |
| “范长江新闻奖”获得者、中央电视台高级编辑                         | 刘效礼 （页面存档备份，存于）                        |
| 加拿大雷克汉大学副校长                                           | 王睿                                                 |
| 澳大利亚悉尼大学医学院高级研究员、博士生导师                     | 张伟毅                                               |
| 加拿大曼尼托巴大学教授、加拿大感染免疫研究主席、山东大学客座教授 | 杨熙                                                 |
| 著名企业家                                                       | 谭旭光                                               |
| 北京体育大学竞技体育学院院长                                     | 刘大庆                                               |
| 解放军八一青年排球队主教练                                       | 刘浩                                                 |